# Minipenetretus
Minipenetretus is een geslacht van kevers uit de familie van de loopkevers (Carabidae). De wetenschappelijke naam van het geslacht is voor het eerst geldig gepubliceerd in 2002 door Zamotajlov.

## Soorten
Het geslacht Minipenetretus is monotypisch en omvat slechts de volgende soort:
- Minipenetretus quadraticollis (Bates, 1891)